# الأخلاقيات في الدين
تشتمل الأخلاقيات على التصنيف المنهجي للتصورات المرتبطة بالسلوك الصائب والخاطئ، إضافة إلى الدفاع عنها والنصح باتباعها. وتأتي (الحياة الخيّرة أو الطيبة) في الجانب الرئيسي من الأخلاقيات، إنها الحياة التي تُستحق أن تُعاش، أو بتعبير بسيط هي الحياة التي تحقق الرضا، والتي يراها العديد من الفلاسفة أكثر أهمية من السلوك الأخلاقي التقليدي.
تحتوي معظم الأديان على مكون أخلاقي، والذي يكون مستمد عادة من الوحي أو الإرشاد الغيبي المزعوم. ويؤكد البعض على ضرورة وجود الدين من أجل تحقق الحياة الأخلاقية. يشير سيمون بلاكبرن إلى أن هناك من سيقول بأننا لا نزدهر أو ننجح إلا في ظل وجود نظام اجتماعي قوي، يكون مدعومًا بالالتزام العام مع تقليد ديني معين.

## الأخلاقيات الإسلامية
كان فهم المسلمين وتفسيرات البشر بمثابة المصدر الأساسي في التشريع أو التقنين التدريجي للأخلاقيات الإسلامية، وقد أعطى المَلَكَة اللازمة لإدراك إرادة الله والالتزام بها. تشتمل تلك المَلَكة الأكثر أهمية، على التأمل في معنى الوجود، والذي يشير في خاتمة المطاف على حد تعبير جون كيلساي في موسوعة الأخلاقيات (إلى حقيقة الإله). ويُعتقد بالتالي في أن البشر لديهم مسؤولية أخلاقية من أجل الخضوع لإرادة الله واتباع الدين الإسلامي (كما يشير إلى ذلك القرآن والسنة أو أقوال محمد [سورة الأعراف: 172]).
يُفسَد هذا الميل الطبيعي وفقًا للقرآن، بسبب تركيز البشر على تحقيق النجاح المادي: ويقدم مثل هذا النجاح نفسه أولًا، بوصفه يمثل حاجة أساسية من أجل البقاء على قيد الحياة أو تحقيق الأمان، لكنه يميل بعد ذلك إلى التعبير عن نفسه كرغبة في أن يصبح متميزًا بين أقرانه. ويعوق التركيز على الحياة المادية في خاتمة المطاف، وفقًا للنصوص الإسلامية، هذا التأمل الفطري الموصوف سابقًا، مما يتسبب في الوصول لحالة الجاهلية أو الجهل بتعاليم الإسلام.
يعتقد المسلمون أن محمد مثله مثل بقية الأنبياء في الإسلام، مُرسَلًا من الله ليُذكر الناس بمسؤوليتهم الأخلاقية، ويتحدى تلك الأفكار الموجودة في المجتمع والتي تعارض خضوعهم لله. توجه هذا التحدي وفقًا لكيلساي ضد خمسة ملامح لشبه الجزيرة العربية فيما قبل الإسلام:
1. تقسيم العرب إلى قبائل متنوعة (بناء على صلة القرابة والدم). واجه هذا التصنيف نموذج مثالي من المجتمع الموحد الذي يقوم على الورع أو التدين الإسلامي، وهو مفهوم (الأمة).
2. الإقبال على عبادة العديد من المعبودات إلى جانب الله –وهي الرؤية التي تحداها الإسلام من خلال عبادة إله واحد (التوحيد) بشكل حاسم، وهو الأمر الذي يُقر بأن الله ليس له شريك في العبادة وليس له مثيل.
3. الاعتقاد في شيمة المرُوَّة والتي لم يحث عليها الإسلام، ولكن أكد على شيّم التواضع والتقوى.
4. التركيز على تحقيق الشهرة وتكوين الثروة، والتي حل محلها تصور استدعاء البشر أمام الله يوم القيامة من أجل الحساب.
5. تقديس تقاليد الأسلاف وطاعتها، ولكن تحدى الإسلام تلك الممارسة -والتي أعطت الأولوية عوضًا عن ذلك إلى الخضوع لله واتباع وحيه.

تقع تلك التغيرات في إعادة توجيه المجتمع فيما يتعلق بهوية وحياة عقيدة المسلم ورؤية العالم والتدرج الهرمي للقيم. تسبب ذلك وفقًا لمنظور الأجيال التالية، في تحول كبير في المجتمع والنظام الأخلاقي للحياة في شبه جزيرة العرب. وعلى الرغم من تجسيد العرب فيما قبل الإسلام لحياة الغفلة أو الجاهلية، إلا أن الأمر لم يكن خالي من المميزات بشكل كامل بالنسبة لمحمد. فقد قَبل محمد وحثّ على بقاء بعض جوانب التقاليد العربية فيما قبل الإسلام، مثل رعاية الأقرباء والأرامل واليتامى وغيرهم من المحتاجين، وإقامة العدل. ومع ذلك أُعيد ترتيب تلك القيم وفقًا لأهميتها ووضِعت في سياق التوحيد الصارم.